# Halvad
Halvad là một thành phố và khu đô thị của quận Surendranagar thuộc bang Gujarat, Ấn Độ.

## Địa lý
Halvad có vị trí 23°01′B 71°11′Đ / 23,02°B 71,18°Đ Nó có độ cao trung bình là 46 mét (150 feet).

## Nhân khẩu
Theo điều tra dân số năm 2001 của Ấn Độ, Halvad có dân số 24.323 người. Phái nam chiếm 52% tổng số dân và phái nữ chiếm 48%. Halvad có tỷ lệ 60% biết đọc biết viết, cao hơn tỷ lệ trung bình toàn quốc là 59,5%: tỷ lệ cho phái nam là 68%, và tỷ lệ cho phái nữ là 51%. Tại Halvad, 14% dân số nhỏ hơn 6 tuổi.